# Pangasius rheophilus
Pangasius rheophilus és una espècie de peix de la família dels pangàsids i de l'ordre dels siluriformes.

## Morfologia
Els mascles poden assolir els 77,5 cm de llargària total.

## Distribució geogràfica
Es troba a Àsia: Indonèsia.